# 伊娃·索內特
貝婭塔·科妮莉亞·東布羅夫斯卡（[bɛʔˈata kɔrˈnɛlja dɔ̃ˈbrɔfska]，1985年3月8日—）或稱藝名伊娃·索內特（波蘭語：Ewa Sonnet），是一位波蘭魅力女模特兒和流行歌手。
伊娃·索內特出生於波蘭南部的雷布尼克。高中畢業後，她被一個娛樂界人士發掘，並同意成為一名平面模特兒。2003年末，她開始為波蘭網站Busty.pl擔任模特兒；同時也開始拍攝裸照。2005年11月，索內特為《CKM》拍攝裸照，這也是她首次登上雜誌作品。在與該雜誌的訪談中，她表示自己的乳房是天生的而非經過隆乳。之後，她踏入音樂界，並於2005年12月11日在節目《The Kuba Wojewódzki Show》上宣傳她的首張專輯《Nielegalna》。2006年1月，索內特在全波蘭舉辦音樂會。

## 音樂作品
- 2006：《Nielegalna（英语：Nielegalna）》（Illegal）

### 單曲
- 2005：〈...I R'n'B（英语：...I R'n'B）〉
- 2006：〈Nie zatrzymasz mnie（英语：Nie zatrzymasz mnie）〉（You Won't Stop Me）
- 2007：〈Cry Cry〉
- 2008：〈California〉

## 外部連結
- 伊娃·索內特在Allmusic上的頁面
- 伊娃·索內特的X（前Twitter）
- 伊娃·索內特在互联网电影资料库（IMDb）上的資料（英文）